# Henri de Dinan
Henri de Dinan est un « marchand démocrate » liégeois de la première moitié du XIVe siècle.

## Biographie
Fernand Vercauteren parle d'Henri de Dinan ainsi : il est un riche bourgeois qui fait partie du patriarcat urbain. Il n'est pas issu d'un lignage politique, mais il fait preuve d'intelligence, d'ambition, d'éloquence et d'un désir de participer à la conduites des affaires urbaines. Il veut affranchir la bourgeoisie de l’autorité princière et briser l’oligarchie des échevins. Il crée donc une alliance des villes liégeoises et fait participer le peuple pour créer une lutte entre le peuple et la noblesse. Il effraie le patriarcat par son radicalisme, finit par se mettre le peuple à dos.
Jean de Hocsem (1278-1348) dit de lui qu'il est un « ductor populi », démagogue, et « Il faisoit le peuple esleveir contre le sangnour et contre les clercs et ilh estoit bien creus… ilh fut tant faux et tra-hitre et convoiteux, qu’ilh ne valoit riens pour son envie qu’ilh avoir sour casoun.»